# 喜光花属
喜光花属（学名：Actephila）是大戟科下的一个属，为乔木和灌木植物。该属共有约35种，大部分布于印度、马来西亚和大洋洲。